# Xian de Kenli
Le xian de Kenli (垦利县 ; pinyin : Kěnlì Xiàn) est un district administratif de la province du Shandong en Chine. Il est placé sous la juridiction de la ville-préfecture de Dongying.

## Démographie
La population du district était de 211 444 habitants en 1999.